# Пратт, Салли
Са́лли (Са́ра) Пратт (англ. Sally (Sarah) Pratt) — американский литературовед, специалист по русской поэзии XIX и XX веков.

## Биография
Салли (Сара) Пратт окончила Йельский университет со степенью бакалавра и получила степень доктора философии в Колумбийском университете.
Была профессором славянских языков и литературы в Оберлинском колледже, после чего в 1980 году начала работать в Университете Южной Калифорнии в качестве координатора программы по русскому языку. С 1997 по 2005 год занимала должность декана академических программ в американском колледже литературы, искусств и науки Dornsife при Университете Южной Калифорнии, а также отвечала за выпускные и бакалаврские программы. Была председателем Совета преподавателей колледжа и учёного совета, а также руководителем отдела развития гуманитарных факультетов Dornsife. Научный сотрудник Центра передового опыта в области преподавания. В настоящее время — вице-проректор по аспирантуре Университета Южной Калифорнии.
Специализируется на русской поэзии XIX и XX веков. Опубликовала три книги: «Семантика хаоса у Тютчева» (1983), «Русский метафизический романтизм: поэзия Тютчева и Боратынского» (1984) и «Николай Заболоцкий: загадка и культурная парадигма» (2000). Автор многочисленных статей о русской поэзии, русской женской автобиографии, политических и философских проблемах русской литературной критики XX века.